# Ancien cimetière de Vesoul
L'ancien cimetière de Vesoul est le plus ancien des trois cimetières de la ville de Vesoul. Aménagé dès 1783, le cimetière a une superficie de 25 700 m2.
Il totalise plus de 3 000 tombes dont certaines renferment des personnalités de réputation locale à nationale.
Le cimetière dispose d'un carré militaire de soldats tombés lors de la Première Guerre mondiale.

## Situation et accès

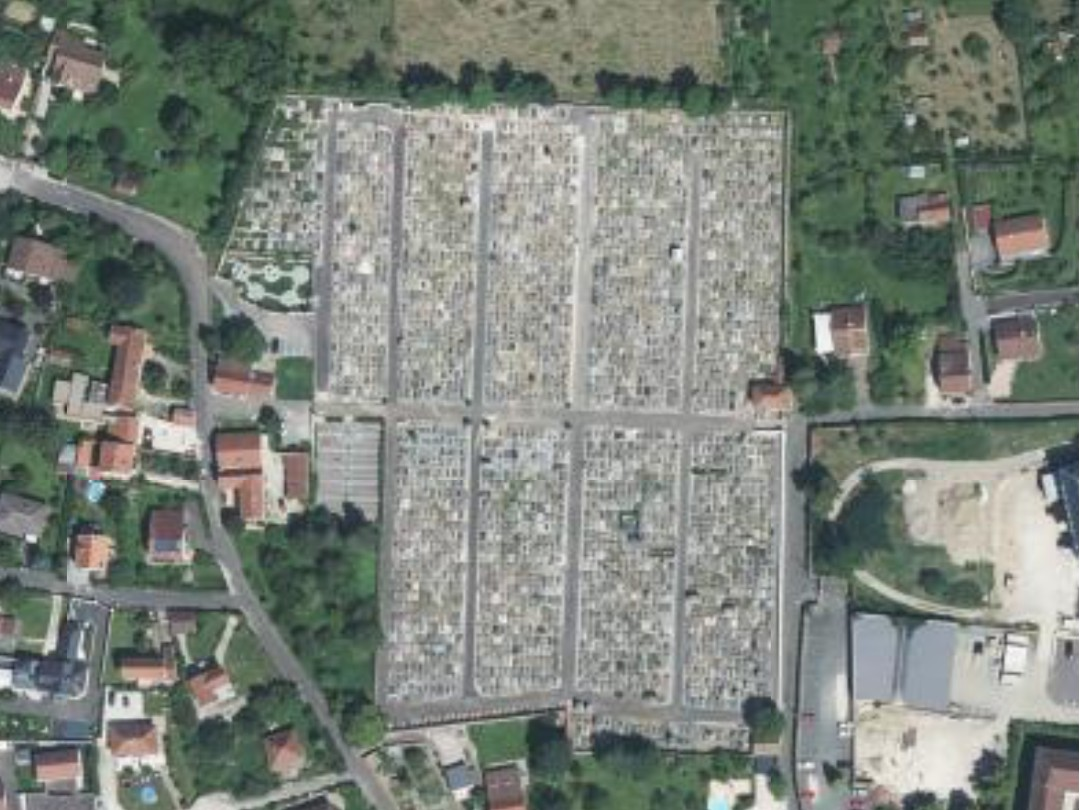
Image satellite du cimetière - années 2020

L'ancien cimetière est situé sur l'un des flancs sud de La Motte, au 5 rue du Souvenir français. Localisé dans l partie centrale de la ville, il ne se trouve qu'à quelques centaines de mètres de la vieille ville. Le cimetière est situé à proximité du collège Gérôme.
Le cimetière présente grossièrement la forme d'un quadrilatère irrégulier. Le site est desservi par la ligne   4  du réseau Moova

## Histoire du cimetière
À partir de 1770, la ville aménage un cimetière portant le nom de cimetière du Breuil, situé à proximité de l'actuelle rue du Breuil. Cependant, il devient au fil des années trop restreint pour la population locale qui croit rapidement ; Vesoul passe de 2500 habitants en 1729 à 5000 en 1784. Une déclaration royale datant du 14 mars 1776 prohibent les inhumations dans les églises, à l'exception des membres du clergé et il est recommandé d'aménager dorénavant les cimetières hors des villes.
En 1783, le cimetière est créé dans les vignes au canton « du Danvion ». Ces terrains sont alors situés à l'ouest et à l'extérieur de l'enceinte de la cité, sur le versant sud de La Motte.
En 1850, la surface du cimetière est doublée.
Face à l'impossibilite d'agrandir encore le cimetière qui se rempli de plus en plus (Vesoul compte environ 11000 habitants dans les années 1940), il est décidé par le conseil municipal en date du 5 janvier 1941 un projet d’aménagement d’un nouveau cimetière au lieu-dit Barboilloz, dans l'Est de la ville. Les travaux commencèrent le 1er juin 1942 sur une surperficie de plus de 2 hectares. Le nouveau cimetière est inauguré le 5 juin 1944. Le cimetière du canton des Danvions qui était alors appelé communément le cimetière de Vesoul est renommé en Ancien cimetière de Vesoul est le nouveau cimetière du lieu-dit Barboilloz prend ainsi le nom de Nouveau cimetière de Vesoul.
En 2020, un espace aménagé dans la partie ouest de l'ancien cimetière pour la dispersion des cendres nommé « Espace cinéraire Charles-Edouard Thirria » est créé. L'inauguration a lieu le 24 octobre.
Le cimetière est aujourd'hui pourvu d'une superficie de 2 hectares et 57 ares, soit 25 700 m2,.

## Fonctionnement et gestion

### Organisation
Le cimetière est entièrement clos de murs et divisé en : 12 parties inégales renfermant 3 070 fosses, un ossuaire, un caveau provisoire et un columbarium.
Un carré militaire réaménagé par le Souvenir Français, fleuri et régulièrement entretenu par la ville de Vesoul se trouve dans l'ancien cimetière. Il est composé de plus de 200 tombes de la Première Guerre mondiale, morts pour la France.
Le cimetière compte par ailleurs un espace aménagé pour la dispersion des cendres nommé « Espace cinéraire Charles-Edouard Thirria ».

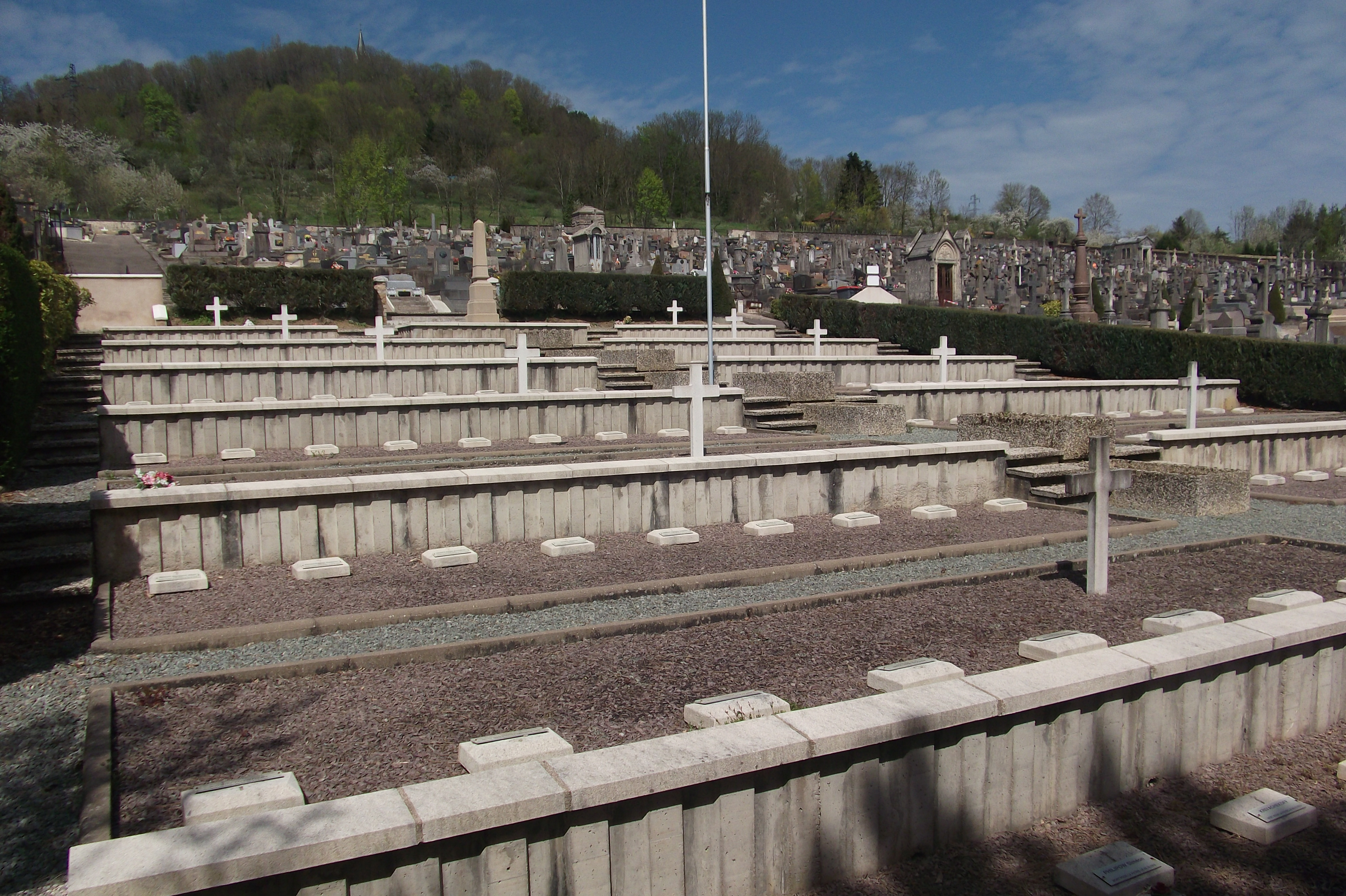
Le carré militaire du cimetière
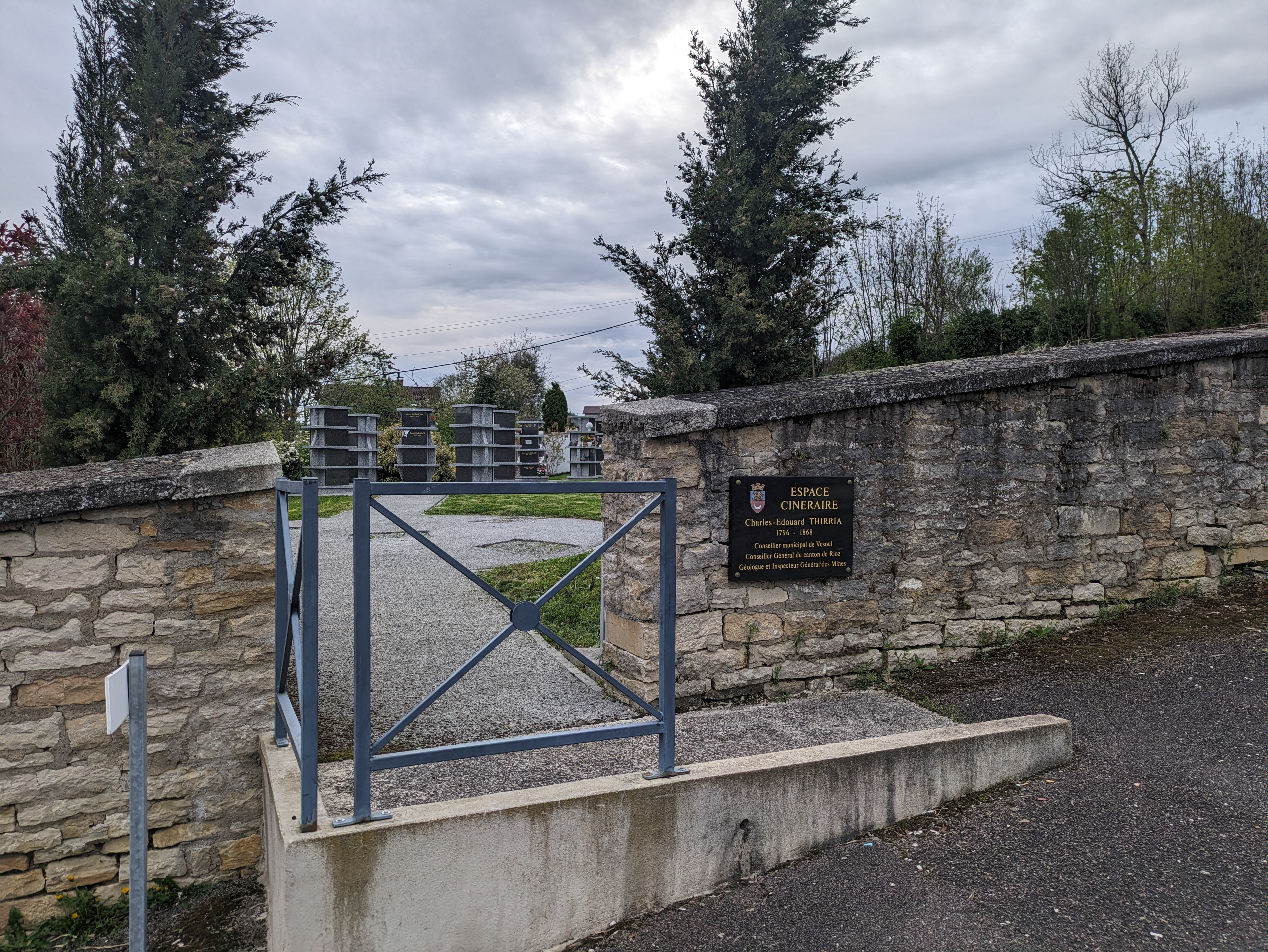
L'espace cinéraire Charles Edouard Thirria

### Gestion du site
L'ancien cimetière de Vesoul, tout comme le nouveau cimetière, est géré par les services de la Ville de Vesoul.

## Personnalités enterrées

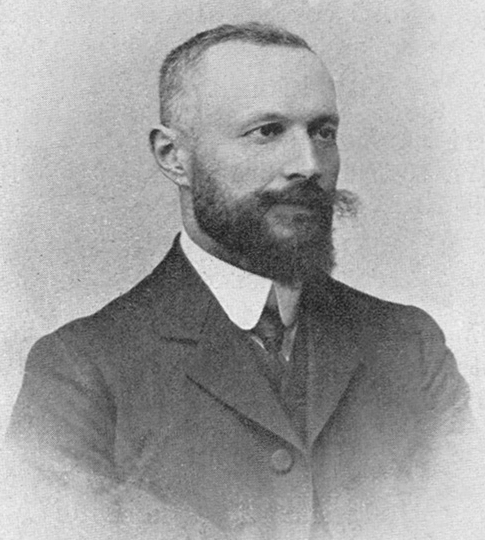
Paul Morel

De nombreuses personnalités reposent dans le cimetière, :
Maires de Vesoul
- Paul Morel (1869-1933), homme politique, député de la Haute-Saône à plusieurs reprises et maire de Vesoul de 1908 à 1933[11]
- Harold Fachard (1846-1934), homme politique et avocat. Député de la Haute-Saône entre 1900 et 1902, il a par la suite occupé le poste de maire de Vesoul de 1902 à 1904.
- Pierre Rénet, maire de Vesoul de 1953 à 1977[12]
- Henri-François Frin, maire de Vesoul de 1857 à 1866[13]
- Nicolas Courcelles, maire de Vesoul en 1833[14]
- Étienne-Bernard Rossen, maire de Vesoul de 1848 à 1857[15]
- Louis Joseph Émile Grillon, maire de Vesoul de 1897 à 1902[16]
- Jean-Charles Petitclerc, maire de Vesoul de 1866 à 1870[17]
- Charles Emé Jules Meillier, maire de Vesoul de 1877 à 1892[18]

Peintres et artistes
- Victor Jeanneney (1832-1885), peintre, fondateur du musée de Vesoul en 1882[19]
- Claude-Basile Cariage (1798-1875), peintre et professeur de dessin[20]
- Jules Aimé Grosjean (1872-1906), sculpteur et statuaire[10]
- Madeleine Doillon-Toulouse (1889-1967), peintre[21]

Scientifiques
- Charles-Edouard Thirria (1796-1868), ingénieur des mines et géologue[22]
- Charles Galmiche (1804-1874), archéologue et scientifique
- Paul Petitclerc (1840-1937), géologue et ornithologue[23].

Autres personnalités
- Jean-Baptiste Flavigny (1732-1816), prêtre né à Vesoul, évêque constitutionnel de la Haute-Saône de 1791 à 1801.
- Lucien Laurent (1907-2005), footballeur professionnel et entraîneur de football. Il est connu pour être l'auteur du premier but de l'histoire de la Coupe du monde de football, le 13 juillet 1930, à l'occasion du match France - Mexique[24].
- Charles Dodelier (1816-1882), architecte[25]
- Adrien Renahy (1800-1882), architecte
- André Blanchard (1951-2014), écrivain et mémorialiste[26]
- François Ébaudy de Fresne (1743-1815), économiste[27]
- Pierre Briout (1915-1944), résistant français[28],[29]
- Claude Ferdinand Bobillier (1763-1839), homme politique[30]
- Georges Genoux-Prachée (1794-1846), député de la Haute-Saône de 1831 à 1846. Avocat de formation, il devient par la suite conseiller de préfecture à Vesoul.

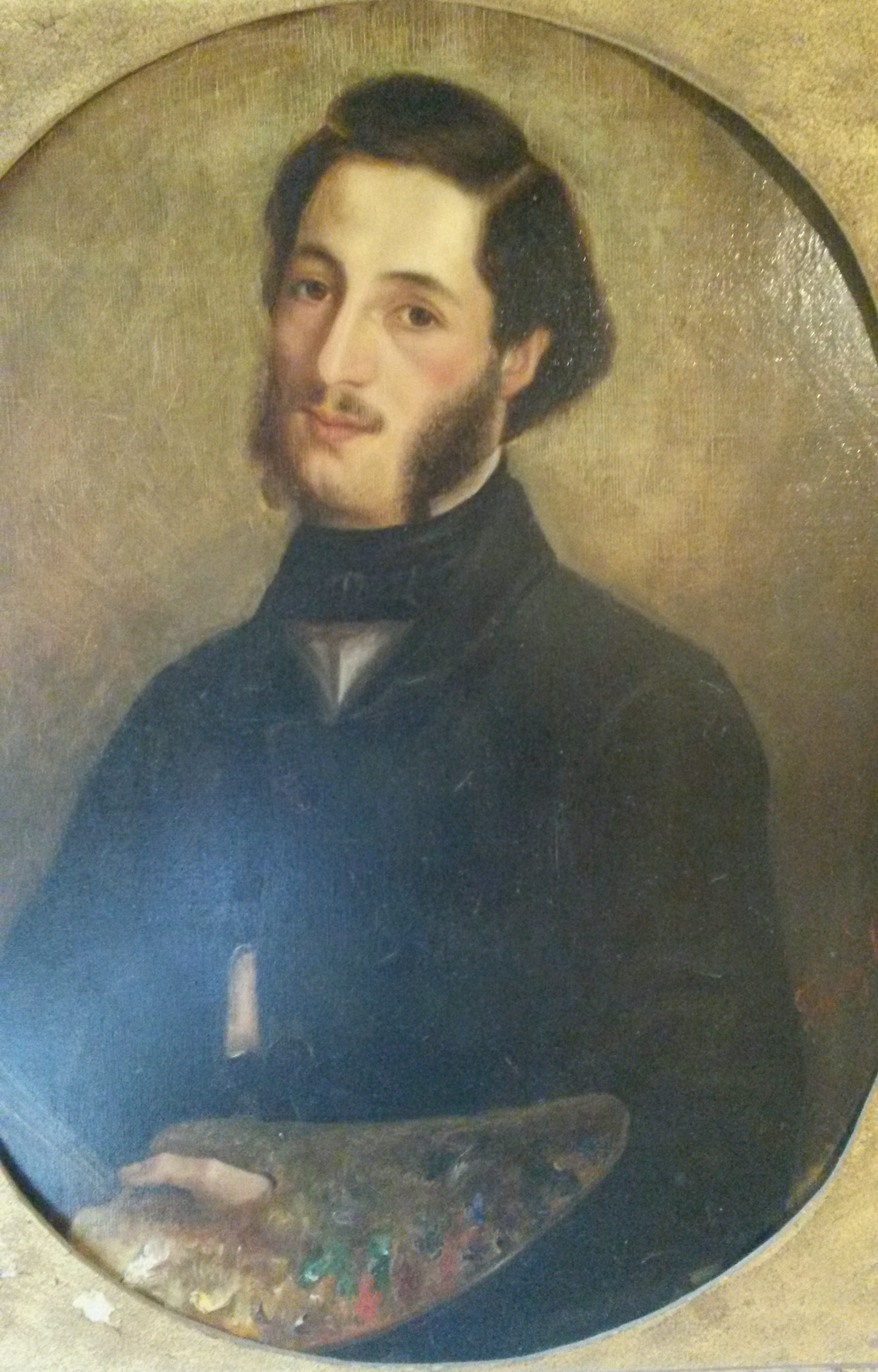
Victor Jeanneney
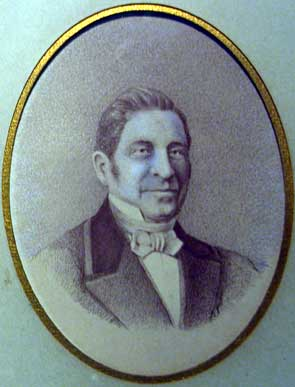
Charles-Edouard Thirria
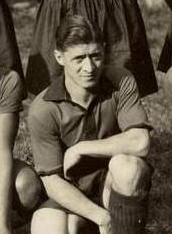
Lucien Laurent

## Galerie

Quelques sépultures remarquables
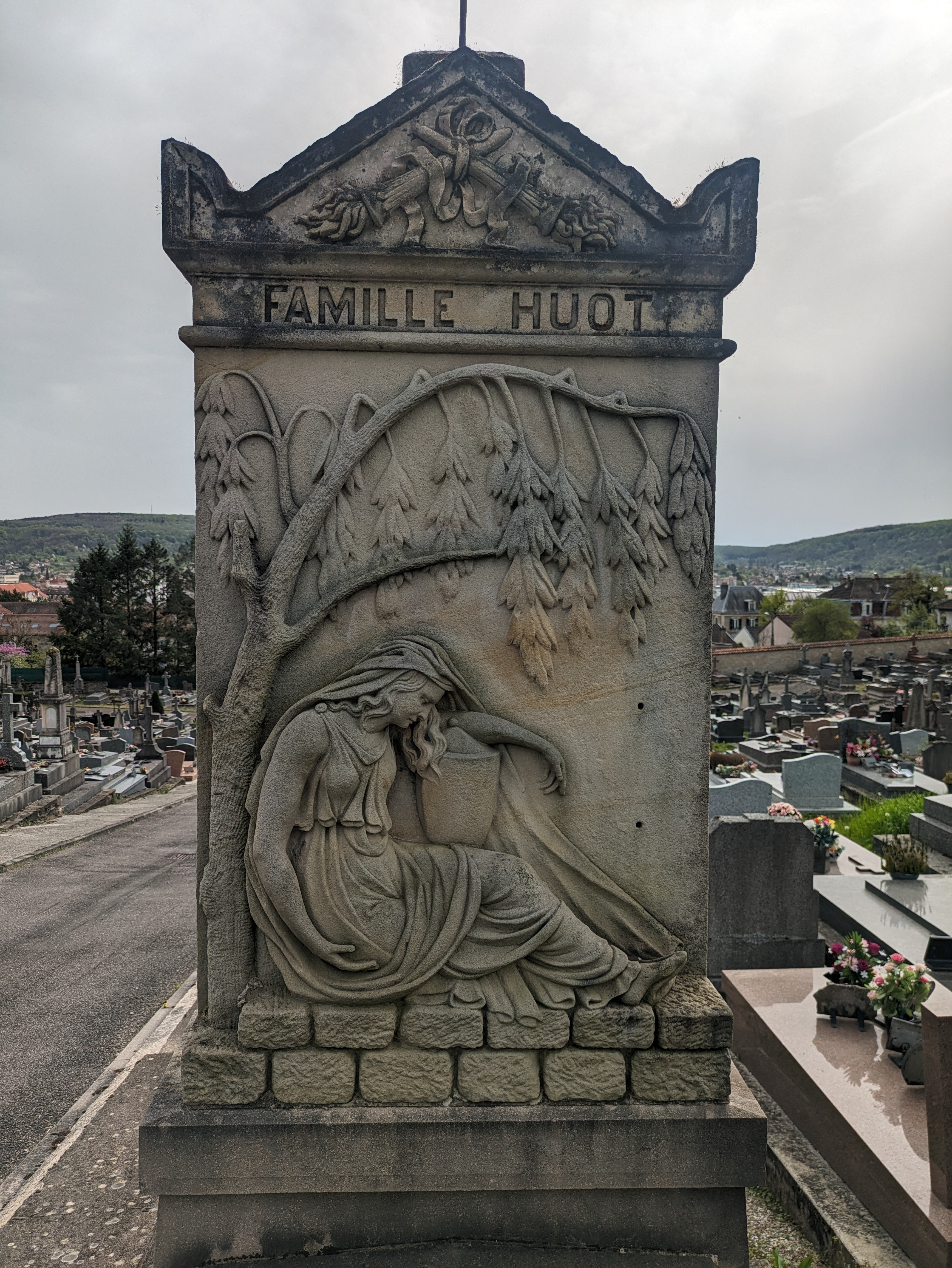
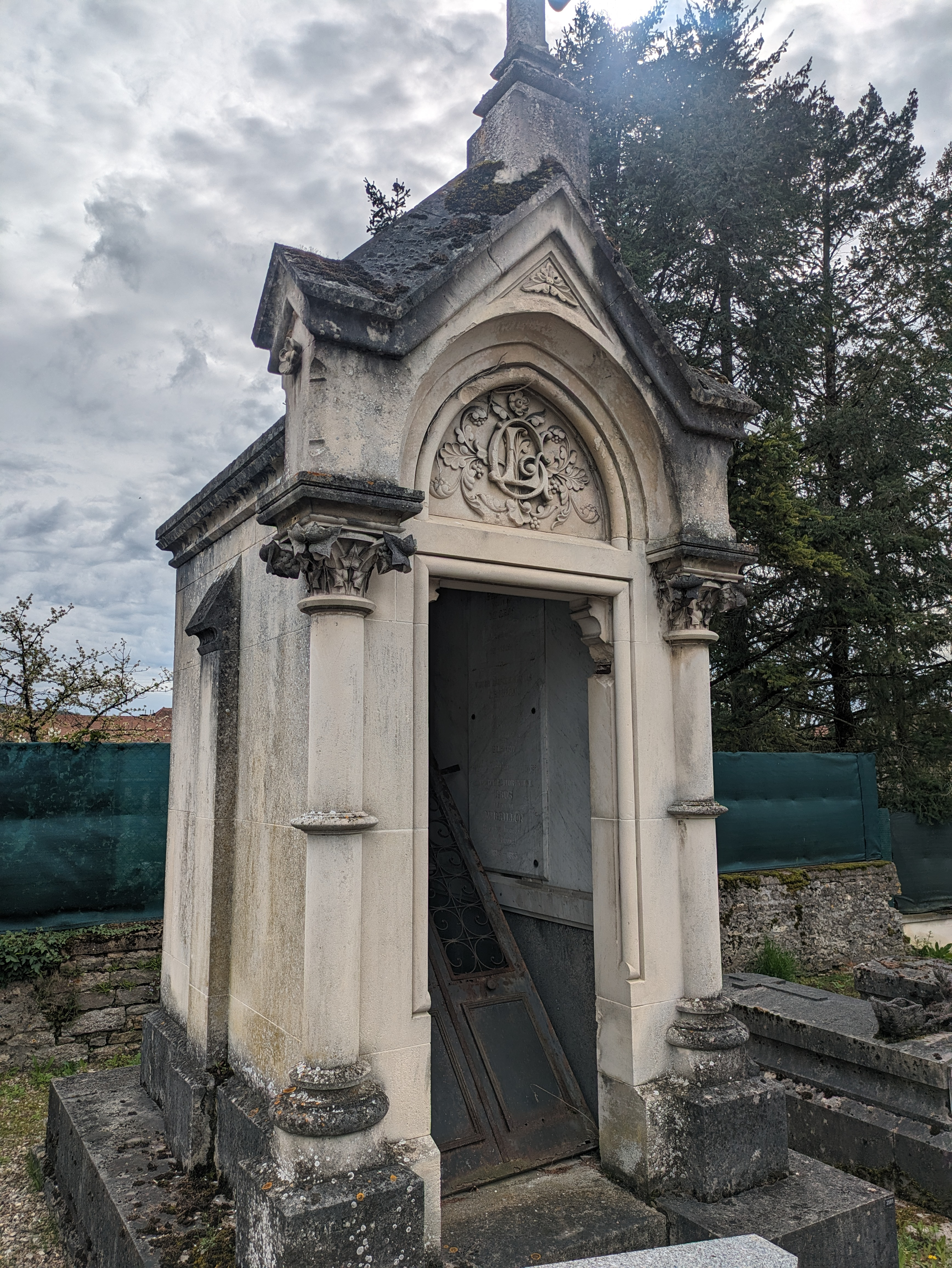
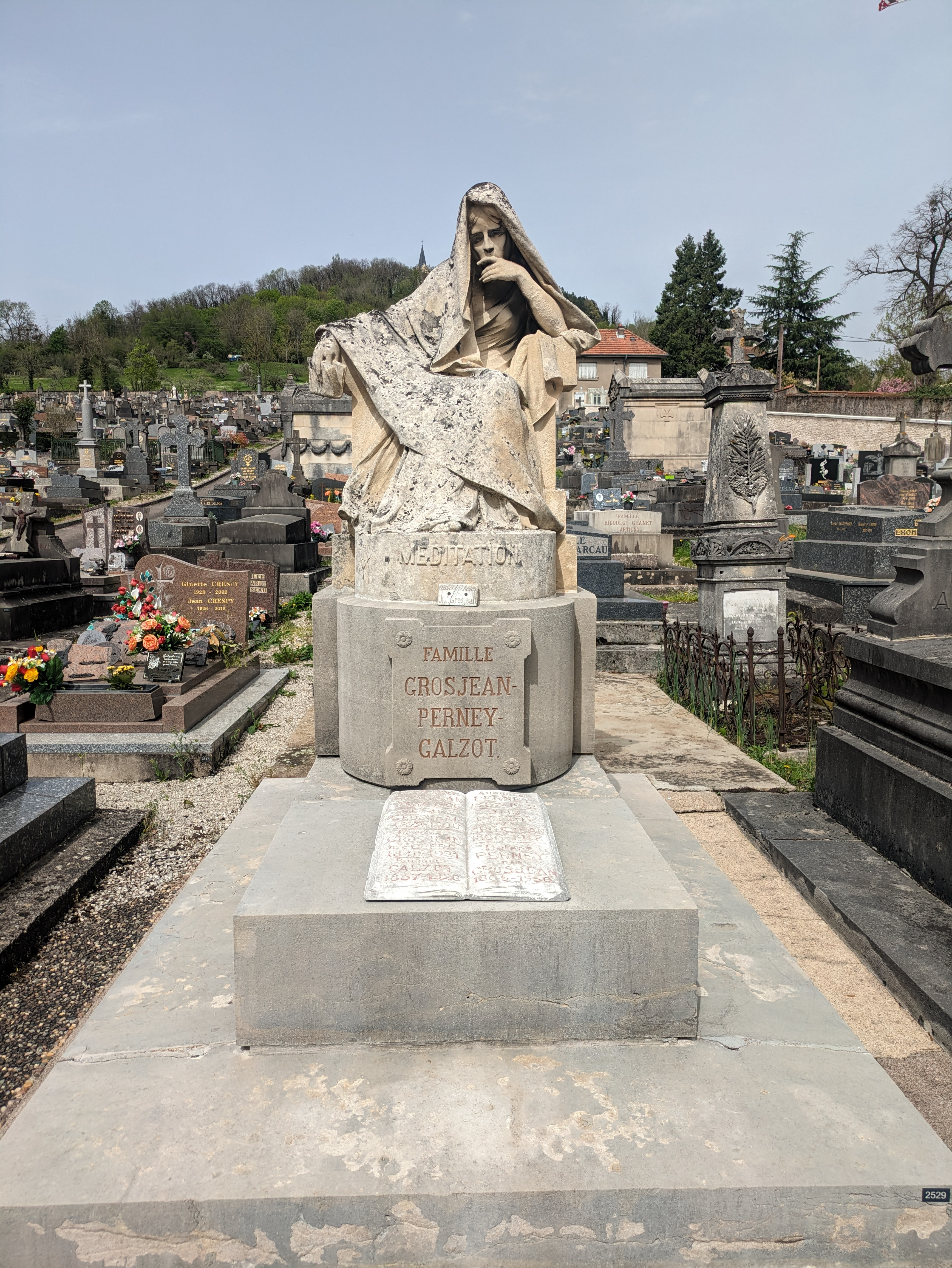
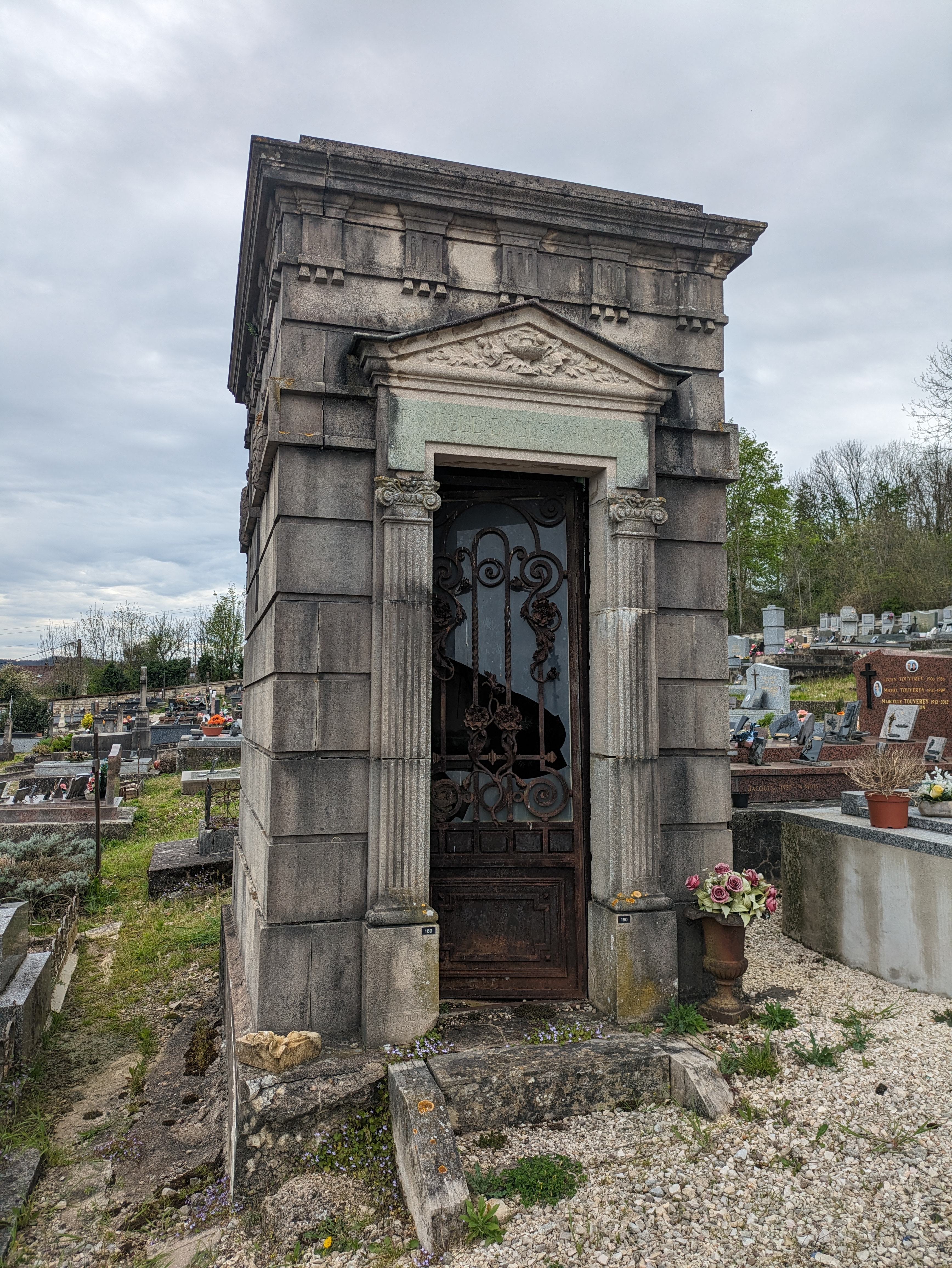

## Les cimetières de Vesoul

### Les cimetières disparus
Le premier cimetière identifié de Vesoul était localisé à côté de l'église Saint-Georges. Par la suite, il a été transféré entre la rue Saint-Georges et la rue des Cannes (actuelle rue des Halles), puis en 1770 au sud de la rue du Breuil.
| Intitulé                              | Début d'utilisation | Fin d'utilisation | Localisation                                             |
| ------------------------------------- | ------------------- | ----------------- | -------------------------------------------------------- |
| Cimetière de l'Église Saint-Georges   | 1247                | 1573              | Autour de l'église Saint-Georges (rue Derrière l'Église) |
| Cimetière de la Confrérie de la Croix | Environ 1627        | 1770              | Entre la rue du Palais et le bas de la rue Saint-Georges |
| Cimetière du Breuil                   | 1770                | 1783              | Au sud de la rue du Breuil                               |

| Intitulé                     | Début d'utilisation | Fin d'utilisation    | Localisation                                             |
| ---------------------------- | ------------------- | -------------------- | -------------------------------------------------------- |
| Cimetière Notre-Dame         | Années 1540         | Fin du XVIIIe siècle | A proximité de l'hôtel de ville actuel                   |
| Cimetière de Pont-lès-Vesoul | n.c.                | 1766                 | Autour de l'église de Pont-lès-Vesoul                    |
| Cimetière du Marteroy        | n.c.                | n.c.                 | Autour du prieuré du Marteroy                            |
| Cimetière des Pendus         | n.c.                | 1794                 | A l'intersection des rue Pierre-Curie et rue Parmientier |
| Cimetière du Bois du Chanois | Années 1580         | n.c.                 | Aux Rêpes                                                |

### Les cimetières actuels
| Intitulé          | Début d'utilisation | Fin d'utilisation | Localisation                     |
| ----------------- | ------------------- | ----------------- | -------------------------------- |
| Ancien cimetière  | 1783                | Toujours ouvert   | Sur le flanc sud de La Motte     |
| Cimetière juif    | 1832                | Toujours ouvert   | A proximité du Nouveau cimetière |
| Nouveau cimetière | 1944                | Toujours ouvert   | A l'est de la ville              |